# 반계몽주의
반계몽주의(反啓蒙主義, 영어: Counter-Enlightenment)는 계몽주의 시대에 주류적인 계몽주의 사상에 반발하던 여러 지적 사조의 느슨한 집합체를 가리킨다. 특히 낭만주의와 함께 18세기부터 19세기 초까지 떠올랐던 것으로 여겨진다. 관련 사상가들이 계몽주의적 사상에 모두 반발한 것은 아니며, 보통 계몽주의의 핵심 요소로 여겨지는 진보주의 사상, 모든 인간의 합리성에 대한 믿음, 자유 민주주의, 사회의 세속화 등 각 부분에 도전한 것이다.

## 같이 보기
- 계몽주의
- 반동주의
- 반지성주의
- 반과학